# Johann Eisele
Johann (Jo) Eisele (* 1948 in Sibbesse bei Hannover) ist ein deutscher Architekt, Fachbuchautor und Hochschullehrer an der Technischen Universität Darmstadt.

## Leben und Wirken
Nach einem kurzen Studium des Bauingenieurwesens studierte Eisele von 1971 bis 1978 Architektur an der Technischen Hochschule Darmstadt, unter anderem bei Günter Behnisch. Ab 1979 arbeitete er für mehrere Jahre als Wissenschaftlicher Mitarbeiter am Fachgebiet „Entwerfen und Industrialisiertes Bauen“ an der Technischen Hochschule Darmstadt. Ebenfalls 1979 gründete er gemeinsam mit Nicolas Fritz das Architekturbüro eisele + fritz (e+f) mit Sitz in Darmstadt, das 1996 in ef+ umbenannt wurde.
Nach der Trennung von Büropartner Fritz gründete er im Jahr 2000 das Büro 54f Architekten, mit dem er beim Wettbewerb für den Neubau der Europäischen Zentralbank in Frankfurt am Main den dritten Preis erzielte. Seit 2007 ist er zusammen mit Claus Staniek und Bettina Staniek im Büro tätig.
Eisele war zwischen 1987 und 1989 Gastprofessor an der Hochschule für Kunst und Musik in Bremen, der Technischen Hochschule Darmstadt und der Technischen Universität Braunschweig.
1990 wurde er als ordentlicher Professor auf den Lehrstuhl „Entwerfen und Baugestaltung“ an der Technischen Hochschule Darmstadt berufen, den vorher Günter Behnisch innehatte. Als Professor beschäftigte er sich insbesondere mit Büro- und Arbeitswelten, Hochhausbau, sowie Baukonstruktion und Materialeinsatz. 2014 hat er seinen Lehrstuhl an der TU Darmstadt aufgegeben.
Weitere Aktivitäten Eiseles (evtl. unvollständig):
Vorstands- und Beiratsmitgliedschaften
- 1990–96 Beiratsmitglied „Der Architekt“
- seit 1994 Mitglied der Universitätsversammlung der TU Darmstadt
- 1996–06 Vorstandsmitglied des „Design Zentrum Hessen“ (DZH)
- seit 1996 Vorstandsmitglied „Gesellschaft der Freunde des Deutschen Architekturmuseums e. V.“
- 2000–06 Beiratsmitglied Deutsches Architekturmuseum Frankfurt am Main (DAM)
- 2005–08 Vorstand „Institut zur Förderung der Qualität von Immobilien e. V.“ (IfQ)
- seit 2006 Stellvertretender Vorsitzender „Gesellschaft der Freunde des Deutschen Architekturmuseums e. V.“

Lehrtätigkeiten:
- 1994–96 Dekan des Fachbereichs Architektur
- 2000–08 Mitglied im Direktorium des „Zentrum für Interdisziplinäre Technikforschung“ (ZIT)
- 2004–06 Lehrauftrag an der European Business School für „Grundlagen der Architektur“
- 2004–07 DAAD-Gutachter „Sprache und Praxis in China“
- seit 2004 Senatsmitglied der TUD
- seit 2007 Dozent an der IREBS Immobilienakademie
- seit 2007 Vizedekan für Öffentlichkeitsarbeit
- seit 2008 Dozent an der Uni Regensburg (Master of Real Estate)

## Bauten und Entwürfe (unvollständig)

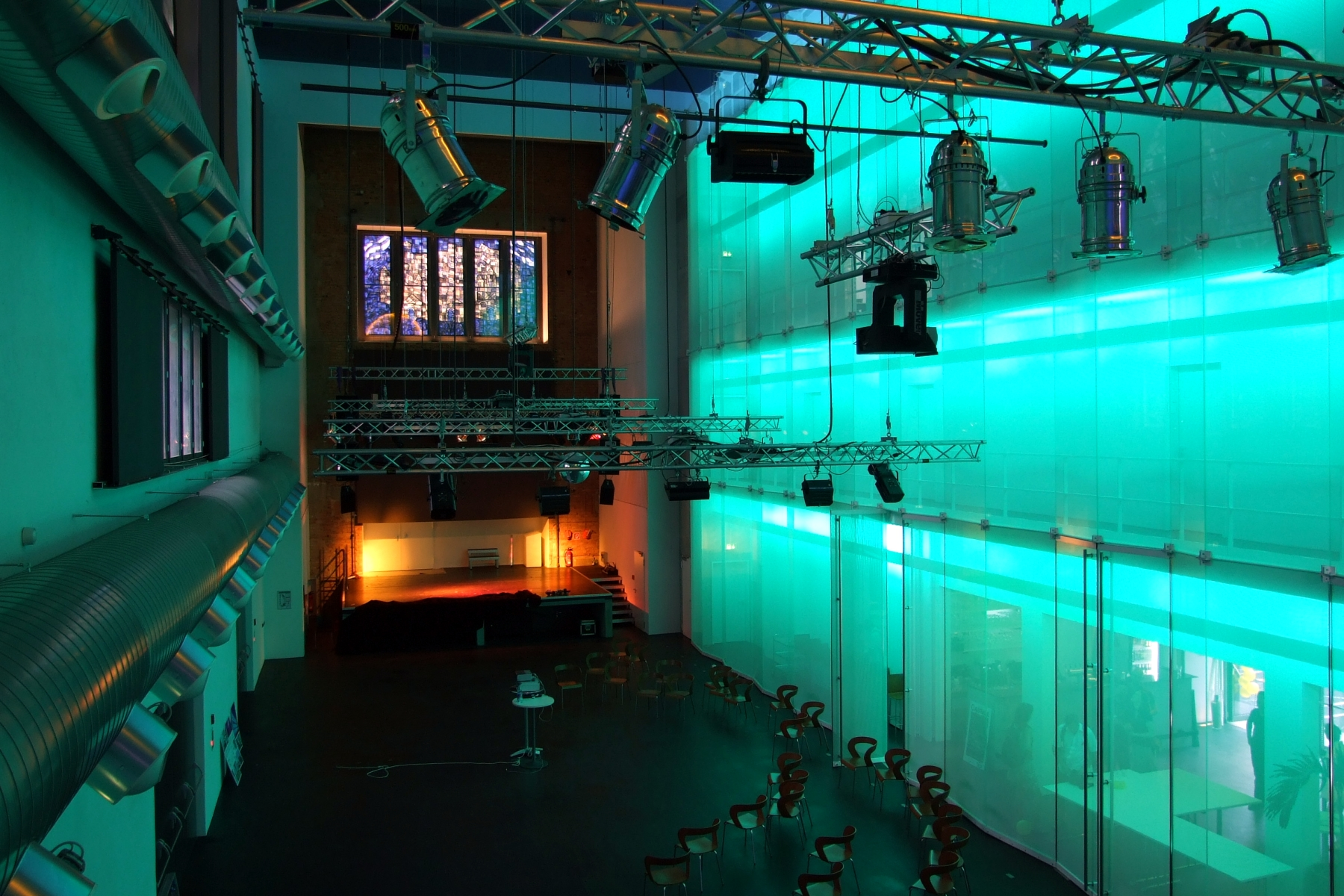
Jugendkulturkirche St. Peter in Frankfurt

- 1984: Haus Saalgasse 8, Römerberg, Frankfurt am Main (e+f)
- 1990: Ortsvermittlungsstelle Frankfurt, Frankfurt am Main (e+f)
- 1993: Wettbewerb – Caritas-Pirckheimer-Haus, Eichstätt[1]
- 1998: UTZ Innovationszentrum für Umwelttechnologie, Berlin (ef+)
- 2000: Bürogebäude am Seestern, Düsseldorf (ef+)
- 2000: Gestaltung eines Blockheizkraftwerkes, Darmstadt
- 2000: Konstruktion der „Faust-Spirale“ als Bühnenbild, Expo 2000 Hannover
- 2004: Wettbewerbsentwurf für die Europäische Zentralbank in Frankfurt am Main (prämiert mit dem 3. Preis)
- 2008: Bürogebäude für die Merck KGaA, Darmstadt
- 2008: Jugendkulturkirche Sankt Peter, Frankfurt am Main
- 2008: Überdachung eines Reitplatzes, Darmstadt
- 2008: Maschinenhalle für einen Sonderforschungsbereich der Technischen Universität Darmstadt, Darmstadt

## Auszeichnungen (Auswahl)
- 1999: Nominierung für den 6th Mies-van-der-Rohe-Award (Innovationszentrum für Umwelttechnologie)
- 2000: Sonderpreis zum MSH-Preis für Architektur (Faust-Spirale für die EXPO 2000)
- 2008: Vorbildliche Bauten im Land Hessen (Jugendkulturkirche)
- 2008: Anerkennung zur Martin-Elsässer-Plakette (Jugendkulturkirche)

## Schriften
- (gemeinsam mit Manfred Koob und Walter Schoeller): Bauhaus. Avantgarde der 20er Jahre. Architektur als Vision. Edition Braus, Darmstadt 1994, ISBN 978-3-89466-102-1.
- (gemeinsam mit Ellen Kloft): Hochhaus Atlas. G. D. Callwey, München 2002, ISBN 978-3-7667-1524-1.
- (gemeinsam mit Bettina Staniek): Bürobau Atlas. Grundlagen, Planung, Technologie, Arbeitsplatzqualitäten. G. D. Callwey, München 2005, ISBN 978-3-7667-1649-1.